# Daisy et Mona
Pour plus de détails, voir Fiche technique et Distribution.
Daisy et Mona est un film français réalisé par Claude d'Anna, sorti en 1995.

## Fiche technique
- Titre : Daisy et Mona
- Réalisation : Claude d'Anna
- Scénario : Claude d'Anna
- Photographie : Denys Clerval
- Son : Jean-Luc Rault-Cheynet
- Décors : Pierre Quefféléan
- Montage : Kenout Peltier
- Musique : François Bernheim
- Pays d'origine :  France
- Production : Aka Productions
- Durée : 91 minutes
- Date de sortie : 26 juillet 1995

## Distribution
- Marina Golovine : Daisy
- Dyna Gauzy : Mona
- Lilah Dadi
- Valérie Baurens
- Jacques Le Carpentier
- Valérie Steffen